# Whisper
Whisper er en gyserfilm fra 2007, instrueret af Stewart Hendler og skrevet af Christopher Borrelli. Filmen centrerer sig om kidnapningen af en dreng hvis evner skaber uforudsete konsekvenser for sine kidnappere.

## Plot
Max Truemont hyres af en ukendt bagmand til at kidnappe sønnen af en af statens rigeste kvinder. Hans forlovede og to andre fremmede tilslutter sig, og efter en succesfuld kidnapning søger gruppen tilflugt i en fjern skovhytte. Ikke bare bliver de suspekte overfor hinanden, men opdager gradvist Davids forbindelse til overnaturlige kræfter, samt hans koldblodige mord på ikke bare Vince og Miles, men ligeledes mange andre. Max overtales, efter at have indset Davids ondskab, til at dræbe ham.

## Cast
- Josh Holloway som Max Truemont
- Blake Woodruff som David
- Joel Edgerton som Vince Delayo
- Sarah Wayne Callies som Roxanne
- Dulé Hill som Miles

## Eksterne Henvisninger
- Whisper på Internet Movie Database (engelsk)
- Whisper på Filmdatabasen
- Whisper på Scope
- Whisper på AlloCiné (fransk)
- Whisper på MovieMeter (nederlandsk)
- Whisper på AllMovie (engelsk)
- Whisper på Turner Classic Movies (engelsk)
- Whisper på The Movie Database (engelsk)
- Whisper på Rotten Tomatoes (engelsk)
- Whisper på Filmaffinity (engelsk)
- Officielle side Arkiveret 8. juni 2007 hos  Wayback Machine
- Officielle spanske side